# Guillaume Benon
Pour les articles homonymes, voir Benon (homonymie).
Guillaume Benon est un joueur de football français né le 16 mai 1975 à Croix. Il joue au poste de défenseur centre ou en position de latéral droit.
Formé à l'ES Wasquehal, il réalise la majorité de sa carrière en Ligue 2 et en National.
Il remporte en 1997 le championnat National avec l’ES Wasquehal. En 2010, il revient dans son club formateur pour terminer sa carrière.

## Biographie
Guillaume Benon signe sa première licence à l'ES Wasquehal à l'âge de 7 ans. Il remporte avec son club le championnat de France de National 2 en 1995. L'ES Wasquehal bat la réserve de l'AS Cannes en finale sur le score de trois à un. En 1996-1997, le club remporte le groupe A du championnat National 1. Les Nordistes s'inclinent ensuite en finale du championnat face au Nîmes Olympique aux pénaltys après un match nul 2-2.
Il s'impose dès l'année suivante en défense centrale et reste au club jusqu'à la descente en National à la suite d'une 19e place en 2002-2003.
Il rejoint alors le Dijon FCO en National et parvient à monter en Ligue 2 en finissant troisième du championnat. Cette année-là, les Dijonnais, entraînés par Rudi Garcia, atteignent la demi-finale de la coupe de France après avoir éliminé l'AS Saint-Étienne, Lens, le Stade de Reims et Amiens. Le club s'incline face à la Berrichone Châteauroux, club de Ligue 2, 2-0.
La saison suivante, Guillaume Benon participe à 26 matchs sous le maillot dijonnais et le club termine 4e de la Ligue 2. En 2006, il perd son poste de titulaire et ne dispute que 5 matchs. En fin de saison, il quitte le club dijonnais et rejoint le FC Sète, relégué de Ligue 2, en National.
Après deux saisons chez les Sétois, Guillaume Benon rejoint l'USL Dunkerque en CFA séduit par le projet de l'entraîneur Nicolas Huysman. Il ne parvient pas cependant à s'imposer dans l'équipe dunkerquoise qui doit lutter pour son maintien.
En 2010, il retourne dans son club formateur en CFA 2 avec pour objectif la remontée en CFA, il suit parallèlement une formation de conducteur de travaux. Il parvient avec son club en huitième de finale de la coupe de France où Wasquehal est éliminé par le voisin lillois.

## Palmarès
Guillaume Benon a disputé un total de 223 matchs en Ligue 2,. Il est champion de France de National 2 en 1995 et vice-champion de France de National 1 en 1997 avec l'ES Wasquehal.